# 水野美邦
水野 美邦（みずの よしくに）は、日本の医学者、医師。専門は、神経内科学。学位は、医学博士。
順天堂大学名誉教授。元順天堂大学主任教授、元自治医科大学教授、元順天堂大学医学部附属順天堂越谷病院院長。

## 人物
神経変性疾患の権威。パーキンソン病の研究で知られ、パーキンソン病の発症機序に関する研究の功績により、2002年にベルツ賞1等賞、2005年に上原賞を、2007年に紫綬褒章を、2014年に瑞宝中綬章を受章した。。
日本神経学会の第45回総会会長を務めた。。

## 書籍
- 1984年「パーキンソン病」ISBN 9784791101115
- 1999年「パーキンソン病治療と生活Q&A: 順天堂大学脳神経内科水野美邦教授が答える患者・家族への実践アドバイス」ISBN 9784832702165
- 2007年「EBMのコンセプトを取り入れたパーキンソン病ハンドブック」ISBN 9784498029590
- 2013年「パーキンソン病とともに楽しく生きる」ISBN 9784498228108
- 「Treatment of Parkinson's Disease: 1st Sandoz Symposium, Tokyo, October 1992Supplement Issue: European Neurology 1993, Vol. 33, Suppl. 1」
- 2017年「パーキンソン病: 発症機序に基づく治療」ISBN 9784498228801